# Openbaar Onderwijs Groningen
De stichting Openbaar Onderwijs Groningen is een onderwijsorganisatie met openbaar basis-, voortgezet en speciaal onderwijs in de gemeenten Groningen en Emmen.

## Geschiedenis
In 2010 werden openbare scholen in de gemeente Groningen zelfstandig onder de naam Openbaar Onderwijs Groep Groningen (O2G2). Later werd de naam gewijzigd naar Openbaar Onderwijs Groningen.

## Voortgezet onderwijs
- H.N. Werkman College (Stadslyceum, Werkman VMBO, Topsport Talentschool, Internationale Schakelklas)
- Zernike College (Montessori Lyceum Groningen, Montessori Vaklyceum, Harens Lyceum)
- Reitdiep College (Simon van Hasselt, Leon van Gelder, Kamerlingh Onnes)
- Orthopedagogisch didactisch centrum
- Heyerdahl College
- Praedinius Gymnasium

## Speciaal onderwijs
- Groninger Buitenschool
- W.A. van Lieflandschool en VSO Dunk
- Mytylschool Prins Johan Friso (Haren en Emmen)